# Sinostoma yunnanicum
 (avril 2021).
Genre
Espèce
Sinostoma yunnanicum, unique représentant du genre Sinostoma, est une espèce d'opilions dyspnois de la famille des Nemastomatidae.

## Distribution
Cette espèce est endémique du Yunnan en Chine.

## Publication originale
- (en) Jochen Martens, « Sinostoma yunnanicum, the first nemastomatine harvestman in China (Arachnida: Opiliones: Nemastomatidae) », Zootaxa, vol. 4126, no 3,‎ 2016, p. 444–450 (PMID 27395599, DOI 10.11646/zootaxa.4126.3.9).